# 36a cerimònia dels Premis César
La 36a cerimònia dels Premis César — també coneguts com Nuit des César — que premiava les pel·lícules estrenades el 2010, va tenir lloc el 25 de febrer de 2011 al Théâtre du Châtelet.
La cerimònia va ser presidida per Jodie Foster i presentada per Antoine de Caunes. Aquesta edició es va retransmetre en directe i sense xifrar a Canal+. La cerimònia va ser seguit per 2.9 milions d'espectadors. Això correspon al 14,5% de l'audiència. El públic va donar una gran ovació a Olivia de Havilland, la seva "convidada d'honor especial".

## Presentadors i ponents
- Jodie Foster, presidenta de la cerimònia
- Jean Rochefort
- Antoine de Caunes, mestre de cerimònies
- Roman Polanski, presentació del César a la millor primera pel·lícula
- Guillaume Gallienne, presentació del César a la millor actriu secundària
- Emmanuelle Béart, guardonada amb el César al millor guió original i el César a la millor adaptació
- Homenatge a Jafar Panahi
- Mélanie Thierry, premiada amb el César al millor actor secundari
- Elisa Sednaoui, presentació del César al millor vestuari
- François Damiens, presentació del César al millor curtmetratge
- Élie Semoun, presentació del Cèsar a la millor pel·lícula d'animació
- Diane Kruger i Christoph Waltz, presentació del César d'honor
- Charlotte Le Bon, presentació del César a la millor música original
- Homenatge a Bernard Giraudeau
- Elsa Zylberstein i Vincent Pérez, guardonats amb el César al millor muntatge i el César al millor so
- Virginie Efira i Tomer Sisley, presentació del César a la millor pel·lícula estrangera
- Antoine de Caunes celebra el lliurament número 1000 d'un César
- Pascal Elbé, presentació del César a la millor actriu revelació
- Les strippers de la pel·lícula de Mathieu Amalric Tournée entreguen el César al millor decorat
- Emmanuelle Seigner, presentació del César al millor actor revelació
- Homenatge a personalitats del cinema que van morir el 2010
- Jean-Paul Rouve i la seva mare Myriam, guardonats amb el César a la millor pel·lícula documental
- Nathalie Baye, presentació del César al millor director
- François Cluzet, presentació del César a la millor actriu
- Valérie Lemercier, presentació del César al millor actor
- Jodie Foster, presentació del César a la millor pel·lícula

## Desenvolupament
Els premis d'aquesta edició va quedar força repartits. De déus i homes de Xavier Beauvois, amb 11 nominacions, va guanyar tres premis: millor pel·lícula, millor actor secundari i millor fotografia. L'escriptor de Roman Polanski, amb vuit nominacions, va guanyar quatre premis: millor director, millor guió adaptat, millor música i millor muntatge. Gainsbourg, vie héroïque de Joann Sfar, amb vuit nominacions, va guanyar tres premis: millor actor, millor primera pel·lícula i millor so. I Le Nom des gens de Michel Leclerc, amb quatre nominacions va guanyar dos premis: millor actriu i millor guió original. El César d'honor fou atorgat a Quentin Tarantino, qui el va rebre de mans de Diane Kruger i Christoph Waltz.

## Guanyadors i nominats
Els guanyadors s'indiquen en negreta 
| Millor pel·lícula - De déus i homes de Xavier Beauvois, produïda per Pascal Caucheteux, Grégoire Sorlat, Étienne Comar - Els seductors de Pascal Chaumeil, produïda per Nicolas Duval Adassovsky, Yann Zenou, Laurent Zeitoun - Le Nom des gens de Michel Leclerc, produïda per Caroline Adrian, Antoine Rein, Fabrice Goldstein - L'escriptor de Roman Polanski, produïda per Robert Benmussa, Alain Sarde - Tournée de Mathieu Amalric, produïda per Laetitia Gonzalez, Yaël Fogiel - Gainsbourg, vie héroïque de Joann Sfar, produïda per Marc du Pontavice, Didier Lupfer - Mammuth de Benoît Delépine i Gustave Kervern, produïda per Jean-Pierre Guérin, Benoît Delépine, Gustave Kervern | Millor director - Roman Polanski per L'escriptor - Mathieu Amalric per Tournée - Olivier Assayas per Carlos - Xavier Beauvois per De déus i homes - Bertrand Blier per Le Bruit des glaçons |
| Millor actor - Éric Elmosnino pel paper de Serge Gainsbourg a Gainsbourg, vie héroïque - Gérard Depardieu pel paper de Serge Pilardosse a Mammuth - Romain Duris pel paper d'Alex Lippi a Els seductors - Jacques Gamblin pel paper d'Arthur Martin a Le Nom des gens - Lambert Wilson pel paper de Christian a De déus i homes | Millor actriu - Sara Forestier pel paper de Bahia Benmahmoud a Le Nom des gens - Isabelle Carré pel paper d'Angélique a Tímids anònims - Catherine Deneuve pel paper de Suzanne Pujol a Potiche - Charlotte Gainsbourg pel paper de Dawn O'Neil a The Tree - Kristin Scott Thomas pel paper de Julia Jarmond a La clau de la Sarah                 |
| Millor actor secundari - Michael Lonsdale pel paper de Luc a De déus i homes - Niels Arestrup pel paper de Bartholomé a L'Homme qui voulait vivre sa vie - François Damiens pel paper de Marc a Els seductors - Gilles Lellouche pel paper d'Éric a Petites mentides sense importància - Olivier Rabourdin pel paper de Christophe a De déus i homes | Millor actriu secundària - Anne Alvaro pel paper de Louisa a Le Bruit des glaçons - Laetitia Casta pel paper de Brigitte Bardot a Gainsbourg, vie héroïque - Valérie Bonneton pel paper de Véronique Cantara a Petites mentides sense importància - Julie Ferrier pel paper de Mélanie a Els seductors - Karin Viard pel paper de Nadège a Potiche |
| Millor actor revelació - Édgar Ramírez pel paper d'Ilich Ramírez Sánchez a Carlos - Arthur Dupont pel paper de Manu a Bus Palladium - Grégoire Leprince-Ringuet pel paper de Felip de Borbó a La Princesse de Montpensier - Pio Marmaï pel paper de Ben a D’amour et d’eau fraîche - Raphaël Personnaz pel paper del príncep Enric de França a La Princesse de Montpensier | Millor actriu revelació - Leïla Bekhti pel paper de Lila a Tout ce qui brille - Anaïs Demoustier pel paper de Julie a D'amour et d'eau fraîche - Audrey Lamy pel paper de Carole a Tout ce qui brille - Léa Seydoux pel paper de Prudence Friedmann a Belle Épine - Yahima Torres pel paper de Saartjie Baartman a Vénus noire                     |
| Millor pel·lícula estrangera - La xarxa social de David Fincher • - Origen de Christopher Nolan • - Invictus de Clint Eastwood • - Bright Star de Jane Campion • - Les amours imaginaires de Xavier Dolan • - El secreto de sus ojos de Juan José Campanella • - Illégal d'Olivier Masset-Depasse • | Millor primera pel·lícula - Gainsbourg, vie héroïque de Joann Sfar - Els seductors de Pascal Chaumeil - Simon Werner a disparu... de Fabrice Gobert - Tête de turc de Pascal Elbé - Tout ce qui brille de Géraldine Nakache et Hervé Mimran |
| Millor guió original - Le Nom des gens – Baya Kasmi i Michel Leclerc - Tournée – Mathieu Amalric, Marcelo Novais Teles, Philippe Di Folco et Raphaëlle Valbrune - Le Bruit des glaçons – Bertrand Blier - De déus i homes – Xavier Beauvois - Mammuth – Gustave Kervern | Millor guió adaptat - L'escriptor – Robert Harris i Roman Polanski - The Tree – Julie Bertuccelli - L'Homme qui voulait vivre sa vie – Éric Lartigau et Laurent de Bartillat - Potiche – François Ozon - La Princesse de Montpensier – Bertrand Tavernier, Jean Cosmos et François-Olivier Rousseau                                                |
| Millor música - L'escriptor – Alexandre Desplat - Océans – Bruno Coulais - The Tree – Grégoire Hetzel - Korkoro – Delphine Mantoulet i Tony Gatlif - Bus Palladium – Yarol Poupaud - La Princesse de Montpensier – Philippe Sarde | Millor fotografia - De déus i homes – Caroline Champetier - Tournée – Christophe Beaucarne - L'escriptor – Pawel Edelman - La Princesse de Montpensier – Bruno de Keyzer - Gainsbourg, vie héroïque – Guillaume Schiffman |
| Millor decorat - Adèle i el misteri de la mòmia – Hugues Tissandier - De déus i homes – Michel Barthélémy - La Princesse de Montpensier – Guy-Claude François - L'escriptor – Albrecht Konrad - Gainsbourg, vie héroïque – Christian Marti | Millor muntatge - L'escriptor – Hervé de Luze - Gainsbourg, vie héroïque – Marilyne Monthieux - Tournée – Annette Dutertre - Carlos – Luc Barnier - De déus i homes – Marie-Julie Maille |
| Millor so - Gainsbourg, vie héroïque – Daniel Sobrino, Jean Goudier et Cyril Holtz - Oceans – Philippe Barbeau, Jérôme Wiciak i Florent Lavallé - L'escriptor – Jean-Marie Blondel, Thomas Desjonqueres i Dean Humphreys - De déus i homes – Jean-Jacques Ferran, Vincent Guillon i Éric Bonnard - Tournée – Olivier Mauvezin, Séverin Favriau i Stéphane Thiébaut | Millor vestuari - La Princesse de Montpensier – Caroline de Vivaise - Adèle i el misteri de la mòmia – Olivier Beriot - Potiche – Pascaline Chavanne - Tournée – Alicia Crisp-Jones - De déus i homes – Marielle Robaut |
| Millor curtmetratge - Logorama de H5 - Petit Tailleur de Louis Garrel - Une pute et un poussin de Clément Michel - Monsieur l'Abbé de Blandine Lenoir - Un transport en commun de Dyana Gaye | Millor documental - Oceans de Jacques Perrin i Jacques Cluzaud - Benda Bilili! de Florent de La Tullaye - Cleveland contre Wall Street de Jean-Stéphane Bron - Entre nos mains de Mariana Otero - Yves St Laurent Pierre Bergé, l'amour fou de Pierre Thoretton                                                                                    |
| Millor pel·lícula d'animació - L'Illusionniste de Sylvain Chomet - Arthur 3 : La Guerre des deux mondes de Luc Besson - L'Homme à la Gordini de Jean-Christophe Lie - Logorama de H5 - Un gat a París de Jean-Loup Felicioli i Alain Gagnol | César d'honor - Quentin Tarantino |